# Meliponário
Meliponário é uma coleção de colmeias de abelhas sem ferrão (Meliponíneos) de vários tipos. A criação de abelhas sem ferrão é chamada Meliponicultura.

## Construção de um meliponário
É o lugar apropriado para hospedar ninhos em caixas racionais. Ao contrário das abelhas africanizadas ou estrangeiras (Apis mellifera), as abelhas sem ferrão podem ser colocadas perto de residências, pois, a maioria delas, não são perigosas. Depois de escolher o local e o tipo de abelha, o criador deve adquirir as colônias por compra ou captura de enxames naturais por ninhos isca (uma alternativa muito mais barata, mas que requer mais trabalho).
Necessário que o criador disponha de tempo e paciência necessária, pois a pressa na formação e um desempenho ruim podem condenar à morte toda a colônia. Em seguida, fazemos a transferência dos potes de alimento que estariam fechados, consertando potes quebrados ou guardando os abertos para uso em outro momento. Potes abertos com alimentos expostos atraem formigas, abelhas e moscas que contaminam outras caixas de mel.
Por último, deverá a caixa ser fechada ou selada com fita adesiva ou lama. É melhor esperar até o anoitecer para levar as caixas para o lugar final, pois à noite estão todas as abelhas dentro da colmeia.

## Mantendo um meliponário
- As caixas devem ser protegidas do vento por uma barreira de árvores ou construída ao longo das paredes de um edifício. Devem ser colocadas em algumas telhas ou outra proteção para não receber luz solar direta. Isto também fornece proteção contra a chuva.

- As caixas devem ser mantidas longe de odores fortes. Se possível, as caixas com abelhas devem ser afastadas de outros animais que produzem odores fortes, como aves e suínos.

- Caixas não devem estar localizadas no chão para evitar predadores e inimigos (formigas, sapos e lagartos).

- Se você não pode construir um suporte especial para as caixas podem ser pendurados com fio de urticária sob o beiral da casa.

- A menos que as colmeias racionais estejam visualmente diferentes (cor ou forma), a distância deve ser pelo menos 1 metro de um do outro. Isso evita que os trabalhadores de diferentes colônias fiquem confusos e começam a brigar entre si.

- As caixas devem ser perto de uma fonte de água limpa.

- O meliponário deve estar localizados próximos à vegetação que fornece alimentos, para que as abelhas precisam de recursos e de alimentos para sobreviver.